# 斯特拉文斯基喷泉
斯特拉文斯基喷泉（法语： La Fontaine Stravinsky）是法国巴黎的一个公共喷泉，位于蓬皮杜中心旁的斯特拉文斯基广场（Place Stravinsky）。

## 历史
由雕塑家尚·丁格利和妮基·桑法勒创作于1983年，旨在表现曲家伊戈尔·费奥多罗维奇·斯特拉文斯基作品的音乐风格。
斯特拉文斯基喷泉占地580平方米，位于斯特拉文斯基广场，介于蓬皮杜中心和圣梅里教堂之间。雕塑灵感来自伊戈尔·斯特拉文斯基的 《春之祭》等作品. 黑色部分为尚·丁格利作品，彩色部分为妮基·桑法勒作品。